# Куремса
Куремса — эмир (бек, нойон) Улуса Джучи середины XIII века, упоминается в Ипатьевской летописи и «Истории монголов» Плано Карпини.
Происхождение Куремсы точно не известно. По версии французского ориенталиста П. Пеллио, наиболее распространённой в историографии, он был Чингизидом — третьим сыном Орда-Эджена. Улус Куремсы (впоследствии улус Бурундая) располагался на правобережье Днепра. В 1250-х годах произошёл ряд военных конфликтов между Куремсой и князьями Галицко-Волынской земли. Существует несколько гипотез о причинах этого конфликта. Большинства историков-медиевистов начала XXI века, исследующих русско-ордынские взаимоотношения XIII века, склоняются к тому, что причина конфликта — это желание сторон получить контроль над буферной зоной между улусом Куремсы и владениями Галицких князей (Болоховская земля и Кременец). Центральная ордынская власть не вмешивалась в конфликт, рассматривая это как территориальный спор между своими вассалами, не затрагивающий общегосударственные интересы. Во время попытки Куремсы взять город Луцк, произошло описанное в Галицко-Волынской летописи «чудо», когда налетевший ураган сломал ордынские камнеметные машины, что спасло Луцк от разорения.

## Вопрос идентификации
В различных списках рукописи Иоанна (Джованни) де Плано Карпини «История монголов» встречаются разные варианты написания его имени: Corensa, Corenza, Conreyza, Cerentera, Coracenia. Французский ориенталист П. Пеллио в первой половине XX века предположил, что это Курумиши (Курмыши, Хурумши) — третий сын Орда-Эджена. В историографии эта точка зрения стала традиционной, хотя кроме сходства имён оснований для этого нет. В Ипатьевской летописи он выступает под именем Куремса, что по мнению В. В. Трепавлова ближе к оригинальному произношению.
Среди историков нет консенсуса по поводу происхождения Куремсы. Некоторые считают, что он не только не сын Орду-Эджена, а вообще не Чингизид, основываясь на сообщении Плано Карпини о его младшем статусе. У Рашид ад-Дина сказано, что все сыновья Орда-Эджена в это время были в улусе своего отца, то есть далеко на востоке. Также у него сказано, что у Курумиши не было сыновей, однако сыновья Куремсы играли видную роль у Ногая.
А. А. Порсин выдвинул версию, что Куремса — это либо кипчакский предводитель Хурусман, либо Кумурбиш. Ж. М. Сабитов, основываясь на египетской хронике «Субдат аль-фикра», предположил, что Куремса — это внук нойона, тангута по происхождению, Чагана.
Л. В. Воротынцев склоняется к версии, что Куремса это всё-таки Курумиши, сын Орда-Эджена, ставя под сомнение сведения Рашид-ад-Дина. Информация Рашид-ад-Дина о родословной Джучидов в ряде случаев является либо неполной, либо искаженной. Так он сообщает об отсутствии детей у Сартака, что не соответствует действительности, или путается в потомках Орду-Эджена, применяя иногда выражение, свидетельствующее о неточности данных: «А Аллах лучше знает». А. В. Майоров считает, что Куремса не был Чингизидом, а монгольское личное имя Qurumši отражает монгольскую форму «χwārezmī» — житель Хорезма, и что он происходил из богатого и влиятельного мусульманского клана Курумши (Qurumši), проживавшего в Ургенче.

## Улус Куремсы
Куремса был эмиром (беком) и владел собственным улусом (был улусбеком). В Галицко-Волынской (Ипатьевской) летописи Куремса впервые упоминается при описании поездки Даниила Романовича Галицкого к Бату в 1245 году. Тогда Даниил проезжал ставку Куремсы. В этом же году у Куремсы был папский легат Плано Карпини, из записок которого следует, что кочевья Куремсы располагались на правобережье Днепра, а на левобережье кочевал Мауци, который по статусу выше Куремсы. По предположению В. В. Трепавлова улус Куремсы состоял из трёх округов — туменов, расположенных между Южным Бугом и Днепром. Согласно Б. Черкасу его ставка располагалась выше днепровских порогов.
А. В. Майоров считает, что Куремса был таммачи, то есть командиром таммы. Таммы это специальные воинские подразделения Монгольской империи, располагавшиеся на пограничных территориях, а таммачи — глава военной администрации. Целью тамм была защита границ империи от нападений соседей, поддержание порядка на завоеванных территориях и в вассальных государствах, оказание помощи гражданской администрации — даругачи (даругам или баскакам).
Под началом Куремсы было шесть тысяч воинов. Эта цифра приводится в новом переводе «Истории Монголов» Плано Карпини, изданном Российской академией наук в 2022 году. В предыдущих переводах ошибочно было указано «шестьдесят тысяч вооруженных людей», что прочно укоренилось в литературе. Цифра «шестьдесят тысяч» появилась во французском переводе «Истории монголов» от 1838 года, когда редактор издания д’Авезак посчитал эту цифру, взятую им из «Исторического зерцала» Винсета из Бове (ученого энциклопедиста XIII века), более правдоподобной, чем шесть тысяч, так как, по его мнению, армия Бату состояла из шестисот тысяч человек. Эти рассуждения были приведены д’Авезаком в комментариях к изданию 1838 года.

## Конфликты с галицко-волынскими князьями
В 1250-х годах произошёл ряд военных конфликтов между Куремсой и князьями Галицко-Волынской земли. Это поход Куремсы на города Бакоту (Болоховская земля) и Кременец, ответный поход галицко-волынских князей на Киевское пограничье и последующий поход Куремсы на Владимир-Волынский и Луцк.

### Проблема датировки
Хроника событий опирается только на Галицко-Волынскую летопись, так как в других источниках сведения отсутствуют. Это осложняет датировку событий, так как первоначально в Галицко-Волынской летописи хронологическая сетка годов отсутствовала. Считается, что хронологическая сетка была внесена в текст в XIV или XV веке и содержит большое количество ошибок. Более того, эта хронологическая сетка имеет постоянное смещение на 5 лет.
В историографии традиционно поход Куремсы на Бакоту и Кременец датируют 1252 годом (в Галицко-Волынской летописи эти события расположены в одной погодной статье). Современные историки единодушно определяют дату похода на Бакоту как 1251/1252 год, но дата похода на Кременец вызывает разногласия. Например, И. Л. Измайлов аргументированно считает датой похода на Кременец 1254 год.
Дата похода Куремсы на Владимир-Волынский и Луцк также неоднозначна. В летописи этот поход стоит в погодной статье 1259 года. С. М. Соловьёв относил это событие к 1259 году. Однако такая датировка наталкивается на ряд противоречий, главное из которых то, что в 1258 году на кочевья Куремсы встал Бурундай. Н. Ф. Котляр в своих работах избегает датировки похода на Владимир-Волынский и Луцк, Г. В. Вернадский относит событие к 1257 году, а М. С. Грушевский — к 1255 году, И. Л. Измайлов называет зиму 1254 года. Большинство историков принимают датировку М. С. Грушевского.
В 2023 году Ю. В. Селезнев провел исследования по уточнению даты штурма Луцка, опираясь на летописное упоминание святых, покровительствующих «чуду», предотвратившим взятие Луцка ордынцами. Результат изысканий — дата штурма Луцка 27 января 1256 года.

### Причины походов
Причины походов Куремсы на Галицко-Волынскую землю трактуются историками по-разному. Согласно М. С. Грушевскому цель первого похода поддержка антикняжеских настроений в Киевском Понизье и распространения на эти территорий власти Орды. Цель же второго похода — месть за разорение Даниилом подконтрольных Орде земель. А. Н. Насонов считал, что целью Куремсы было продвинуть дальше на запад границу Монгольской империи, чтобы обезопасить кочевья от возможных вторжений европейских монархов, противников монголов. В. Т. Пашуто полагал, что в 1255 году Бату поставил перед Куремсой цель завоевать Галицко-Волынскую Русь. Чаще же всего историки XX века рассматривали эти походы как карательные, так как по времени они совпадали с карательными акциями во Владимиро-Суздальской Руси (Неврюева рать) против князя Андрея Ярославовича.
Историки начала XXI века критически относятся к утверждению, что походы Куремсы носят карательный характер. С 1245 года князь Даниил Галицкий уже находился в вассальной зависимости от Бату, получив от него ярлык на княжение. В источниках отсутствуют сведения о его сопротивлении системе зависимости, а совершать карательные экспедиции на своих вассалов без серьёзных оснований было не характерно для ордынцев.
Против версии о карательном характере походов говорит и время, выбранное для них. Даниил, предполагаемый объект гнева хана, в это время находился вне своих земель. Характер действий ордынцев также не соответствует карательным. Так в случае карательной экспедиции монголов против Герата, где произошло убийство наместника, город был полностью разрушен, женщины взяты в плен, остальные жители поголовно убиты, а вся сельская округа опустошена. Куремса же в первом случае (поход на Бакоту) удовлетворился взятием одного пограничного города и убийством наместника другого города. Во втором случае (поход на Кременец) он двигался вдоль границы, а не проходился «огнем и мечом» вглубь территории.
Е. Е. Иванова и Л. В. Воротынцев считают, что походы были инициированы самим Куремсой, а не центральной властью Орды. Центральная ордынская власть рассматривала этот конфликт как спор двух вассалов, исход которого в общегосударственном масштабе ни на что не влиял, так как в любом случае дань с этих территорий поступала бы в казну. По мнению Ю. В. Селезнева, Е. Е. Ивановой, Л. В. Воротынцева походы Куремсы как на Бакоту (Болоховская земля), так и на Кременец, это попытка установить контроль над Болоховской землей и Галицким Понизьем. В качестве ответных действий в 1254—1255 году галицко-волынские войска разорили Киевское пограничье, находящееся в «буферной зоне», и подчинённое Куремсе. Поход Куремсы на Волынскую землю — ответ на успехи галицко-волынских князей. Финский историк Р. Хаутала высказал предположение, которое поддержал А. В. Майоров, что причиной начала конфликта была попытка Куремсы провести перепись населения в Болоховской земле.

### Луцкое чудо
Около 1257 года Куремса предпринял новый поход на Галицко-Волынскую землю. Войска Даниила Галицкого и его брата Василько Романовича Владимиро-Волынского, а также Льва Даниловича стали собираться в Холме. Куремса опередил русских князей и внезапно появился у стен Владимира-Волынского. Горожане смогли отразить атаку, и Куремса направил свои войска к Луцку, который не имел крепостных стен и мог быть легко захвачен. Однако монголы не смогли ни переправиться через реку, ни захватить мост из-за противодействия горожанан. Тогда Куремса установил камнеметные машины. Однако случилось «чудо»:

Он же порокы постави, отгнати хотя. Богъ же чюдо створи, и святы Иванъ, и святый Никола: вѣтру же таку бывшу, яко порокомъ вѣргшу, вѣтру же обращаше камень на нѣ.

Не добившись своих целей, Куремса отступил.
Около 1257/1258 года улус Куремсы занял Бурундай (Бурултай). Ипатьевская летопись отмечает, что Даниил Галицкий «…держаше рать с Куремьсою и николи же не бояся Куремьсѣ, не бѣ бо моглъ зла ему створити никогдаже Куремьса». Тогда как «Времени же минувшу, и приде Буранда безбожный злый со множествомъ полковъ татарьскыхъ в силѣ тяжьцѣ и ста на мѣстѣх Куремьсѣнѣх». Более поздних упоминаний о Куремсе в источниках нет.